# 陈文述
陈文述（1771年—1843年），原名陈文杰，字云伯，浙江钱塘县（浙江杭州）人，清朝政治人物。

## 生平
嘉慶五年，鄉試中舉。嘉慶十四年，署江蘇常熟縣知縣；嘉慶十八年，署上海縣知縣、江蘇奉賢縣知縣。嘉慶二十一年，任崇明縣知縣。道光元年，任江蘇江都縣知縣。